# Psammocora eldredgei
Espèce
Psammocora eldredgei  est une espèce de coraux de la famille des Psammocoridae.

## Étymologie
Son nom spécifique, eldredgei, lui a été donné en l'honneur du Dr. Lucius G. Eldredge (1938-2013), maitre de thèse et collègue de l'auteur au laboratoire de l’University of Guam Marine. 

## Publication originale
- Randall, 2015 : A new mesophotic branching coral species of Psammocora from the Mariana Islands Archipelago (Cnidaria: Scleractinia: Psammocoridae). Bishop Museum Bulletin in Zoology, vol. 9, pp. 129-146 (texte intégral) (en).